# 아시아 갓 탤런트
《아시아 갓 탤런트》(Asia's Got Talent)는 2015년 3월 12일부터 AXN 아시아를 통해 아시아 15개국에서 방영된 오디션 리얼리티 프로그램이다. 우승 상금 10만 미 달러를 두고, 다양한 분야의 사람들이 나와 자신의 재능을 선보이며 겨루는 오디션 프로그램이다. 영국의 《브리튼스 갓 탤런트》의 판권을 구입해 제작하였다. 오디션은 마리나 베이 샌즈에서 진행됐다.
심판은 앙군, 데이비드 포스터, 멜러니 C, 우젠하오, 박재범이다. 멜러니 C는 멜러니 브라운, 제리 할리웰에 이어 갓 탤런트 프랜차이즈 방송의 심판을 맡은 세번째 스파이스 걸스 멤버가 됐다. 앙군은 《인도네시아 갓 탤런트》 시즌 2에 이어 두번째로 갓 탤런트 방송 심판을 맡았다.
무대 밖에 통역가가 대기해 있어 참가자와 심판들이 의사소통을 하는 데 지장이 없다. 《아시아 갓 탤런트》는 다국어 언어를 지원하는 첫번째 갓 탤런트 방송이다.

## 아시아 국가 별 갓 탤런트
- 캄보디아 《캄보디아 갓 탤런트》
- 중국 《차이나 갓 탤런트》
- 인도 《인디아 갓 탤런트》
- 인도네시아 《인도네시아 갓 탤런트》
- 미얀마 《미얀마 갓 탤런트》
- 필리핀 《필리피나스 갓 탤런트》
- 대한민국 《코리아 갓 탤런트》
- 태국 《타일랜드 갓 탤런트》
- 베트남 《베트남 갓 탤런트》
- 몽골 《몽골리아 갓 탤런트》

### 갓 탤런트 방송이 없는 아시아 국가
- 일본
- 말레이시아
- 싱가포르
- 라오스
- 스리랑카
- 중화민국

## 같이 보기
- 《브리튼스 갓 탤런트》